# Radio Lotte Weimar
Radio Lotte Weimar est une radio associative locale de Weimar, dans le Land de Thuringe.
Le nom de la radio est une allusion au roman Charlotte à Weimar de Thomas Mann.
Lors d'occasions spéciales, Radio Lotte diffuse des espaces publics avec un pousse-pousse transformé en studio mobile.

## Histoire
Pendant les dix premières années de son existence, la station est gérée de manière continue par l'architecte et artiste Mathias Buß, qui démissionne de ses fonctions de directeur de programme en août 2009 dans le cadre des célébrations du dixième anniversaire de la station ; le consultant en communication Christian Stadali lui succède. Stadali dirige la station jusqu'à la fin juin 2011, avant d'être remplacé par l'actrice et directrice culturelle Sonja Hartmann. Début septembre 2012, il y a un autre changement de direction. Le nouveau directeur de la programmation est le journaliste Grit Hasselmann, actif depuis la fondation de la station de radio Lotte Weimar. Hasselmann quitte la station en 2017. Après diverses restructurations depuis mars 2018, le journaliste Markus Pettelkau est directeur de programme, Andreas Menzel est président de l'association.
Radio Lotte émet 24 heures sur 24 depuis le 1er juin 2015.

### Source de la traduction
- (de) Cet article est partiellement ou en totalité issu de l’article de Wikipédia en allemand intitulé « Radio Lotte Weimar » (voir la liste des auteurs).